# Daywalker
Daywalker (stilisiert als DAYWALKER!) ist ein Lied des US-amerikanischen Rappers Machine Gun Kelly. Der Song wurde am 12. März 2021 veröffentlicht.

## Entstehung und Inhalt
Machine Gun Kelly (bürgerlich: Colson Baker) kollaboriert auf diesem Titel mit dem YouTuber Corpse, dessen bürgerlicher Name unbekannt ist. Produziert wurde das Lied von Machine Gun Kelly, BazeXX und SlimXX. Für Machine Gun Kelly war es die erste Kollaboration mit Corpse. Corpse kündigte im Dezember 2020 über Twitter die Kollaboration an. Musikalisch wurde das Lied als Trap-Metal bzw. Electropunk bezeichnet, der auch über Elemente des Horrorcore verfügt.
Als Daywalker werden Personen bezeichnet, die halb Mensch, halb Vampir sind, beispielsweise die Comicfigur Blade. Beide Musiker schildern in dem Lied, wie sie denjenigen, die ihnen Unrecht taten, auf gewaltsame Art und Weise Rache ausüben.

## Musikvideo
Am 18. März 2021 wurde das Musikvideo für das Lied veröffentlicht. Neben Machine Gun Kelly ist die US-amerikanische Internetpersönlichkeit Valkyrae (bürgerlich: Rachel Hofstetter) zu sehen, die Corpse porträtiert. Regie führten Colson Baker und Sam Cahill. Das Video ist in sechs Kapitel unterteilt. Zunächst sieht man Machine Gun Kelly, wie er sich auf offener Straße mit einem anderen Mann prügelt. Es folgen Szenen, die Kelly im Verhörraum eines Polizeireviers zeigen. In der dritten Szene taucht Valkyrae auf, die Corpses Gesang per Lippensynchronisation porträtiert. Im vierten Kapitel sieht man Valkyrae, wie sie Blut auf eine weiße Wand spuckt. Die fünfte Szene zeigt, wie Blut an einer Hand herunterläuft. In der abschließenden Szene werden Kelly und Valkyrae in Nahaufnahmen gezeigt. Es endet damit, dass Machine Gun Kellys Mundwinkel aufgeschlitzt wurden.

## Chartplatzierungen
| ChartsChartplatzierungen            | Höchstplatzierung | Wochen |
| ----------------------------------- | ----------------- | ------ |
| Vereinigte Staaten (Billboard)      | 88 (1 Wo.)        | 1      |
| Vereinigte Staaten (Billboard Rock) | 8 (11 Wo.)        | 11     |
| Vereinigtes Königreich (OCC)        | 53 (3 Wo.)        | 3      |

Für Corpse war es die erste Platzierung in den US-amerikanischen Singlecharts. Darüber hinaus erreichte das Lied noch Platz neun in Neuseeland, Platz 19 in Ungarn, Platz 62 in Kanada und Platz 70 in Irland.